# Chaetocnema confusa
Chaetocnema confusa är en skalbaggsart som först beskrevs av Karl Henrik Boheman 1851.  Chaetocnema confusa ingår i släktet Chaetocnema, och familjen bladbaggar. Enligt den svenska rödlistan är arten nära hotad i Sverige. Arten förekommer i Götaland, Gotland och Öland. Artens livsmiljö är våtmarker, jordbrukslandskap.